# قاسم‌آباد (بمپور)
قاسم‌آباد مرکز بخش کلاتان شهرستان بمپور در استان سیستان و بلوچستان ایران است.
این روستا در تاریخ ۵ تیر ۱۴۰۰ به شهر ارتقا یافت.

## جمعیت
براساس سرشماری عمومی نفوس و مسکن در سال ۱۳۹۵، جمعیت شهر قاسم‌آباد برابر با ۱٬۸۴۵ نفر (۴۶۷ خانوار) بوده‌است.